# Cucurbitella asperata
Cucurbitella es un género monotípico de plantas con flores perteneciente a la familia Cucurbitaceae. Su única especie: Cucurbitella asperata, es originaria de Argentina, Bolivia y Uruguay.

## Taxonomía
Cucurbitella asperata fue descrito por (Gillies ex Hook. & Arn.) Walp. y publicado en Repertorium Botanices Systematicae. 6: 50. 1846.
Sinonimia
- Cucurbita aspera Gillies ex Hook.
- Cucurbita asperata Gillies ex Hook.
- Cucurbita urkupinana Cárdenas
- Cucurbitella cucumifolia (Griseb.) Cogn.
- Cucurbitella duriaei (Naudin) Cogn.
- Cucurbitella integrifolia Cogn.
- Cucurbitella integrifolia var. glabrior Cogn.
- Cucurbitella urkupinana (Cárdenas) C.Jeffrey
- Prasopepon cucumifolius Griseb.
- Prasopepon duriaei Naudin
- Schizostigma asperata Arn.[3]